# James Hype
James Hype (eigentlich James Edward Lee Marsland, * 25. November 1989) ist ein britischer House-DJ und Musikproduzent. James Hype ist zudem der Inhaber der Marke Stereohype, welche gleichzeitig ein Label sowie eine Modemarke ist.

## Leben und Wirken
James Hype wuchs in Greasby auf der Halbinsel Wirral auf und besuchte als Jugendlicher die Grammar School in West Kirby, England. In Liverpool begann seine Club-DJ-Karriere, wo er auch später Endorser für den Equipmenthersteller Pioneer wurde. Nach seinen eigenen Aussagen ist es heutzutage schwer, nur als DJ Bekanntheit zu erlangen. Daher produzierte James Hype Remixe für Drakes Hotline Bling, Kristine Blonds Love Shy und Now and Later von Sage the Gemini.
Die Single More Than Friends ist eine Kollaboration mit der Sängerin Kelli-Leigh und basiert auf dem En-Vogue-Hit Don’t Let Go (Love) aus dem Jahr 1996. Sie wurde am 7. Juli 2017 veröffentlicht und im Januar 2018 zum Titelsong der 12. Staffel der Reality-Show Ich bin ein Star – Holt mich hier raus!
Seine Single Ferrari (2022) enthält ein Sample aus P. Diddys I Need a Girl (Part Two).
James Hype produziert und tritt in seinen Livesets überwiegend in den Bereichen des Tech, Garage und Bass House auf. Seine Mixe zeichnen sich durch das verstärkte Nutzen von Vokalversionen bekannter Tracks und den rhythmischen Einsatz von White Noise aus. Diesen Stil stellte er bereits auf diversen Festivals wie Parookaville, World Club Dome und vielen anderen Club-Auftritten vor.

## Diskografie

### Singles
- 2015: Never Leave You
- 2016: I Wanna
- 2017: Love Shy (feat. Kristine Blond)
- 2017: More Than Friends (feat. Kelli-Leigh)
- 2018: No Drama (feat. Craig David, UK: Gold)
- 2018: Mamacita (feat. Diego Starenberg & Ydeepablo)
- 2019: I Was Lovin’ You (feat. Dots Per Inch & Ayak)
- 2020: Afraid (feat. Harlee)
- 2021: Good Luck (feat. Pia Mia)
- 2021: Dancing
- 2021: You Got Me A Feeling (feat. Vintage Culture)
- 2022: Say Yeah
- 2022: Ferrari (mit Miggy Dela Rosa)
- 2022: Crank
- 2022: B2B (mit Tita Lau)
- 2022: Let Loose
- 2023: Helicopter
- 2023: Lose Control
- 2023: Number 1 (mit Major Lazer)
- 2023: Drums (feat. Kim Petras; #13 der deutschen Single-Trend-Charts am 19. Januar 2024[6])
- 2024: Vibrate / On The Ground (mit Tita Lau)
- 2024: Wild
- 2024: Feel My Needs (mit Weiss)
- 2024: 7 Seconds (feat. Shamiya Battles)
- 2025: Don’t Wake Me Up

### Remixe
- 2015: Drake – Find Your Love
- 2015: Stonebridge – Put Em High
- 2015: Drake – Hotline Bling
- 2016: FooR – Wait FooR Me (vs. FooR)
- 2016: The Weeknd – In The Night
- 2016: Major Lazer & MOTi feat. Ty Dolla Sign & Wizkid & Kranium – Boom (Jerome Price & James Hype Remix)
- 2016: Yo Gotti – Down In The DM
- 2016: O.T. Genasis – Cut It
- 2016: Ty Dolla Sign – Saved
- 2016: The Weeknd – Starboy
- 2016: Rae Sremmurd feat. Gucci Mane – Black Beatles
- 2016: Michael Jackson – Thriller
- 2017: J Hus – Did You See
- 2017: Mobb Deep – Shook Ones, Part II
- 2017: Ed Sheeran – Shape Of You
- 2017: Clean Bandit feat. Zara Larsson – Symphony
- 2018: Yxng Bane – Vroom
- 2018: Kanye West & Lil Pump – I Love It
- 2018: Mabel & Not3s – Fine Line
- 2018: Bruno Mars feat. Cardi B – Finesse
- 2018: Rita Ora – Let You Love Me
- 2019: Travis Scott – Sicko Mode
- 2019: Eurythmics – Sweet Dreams (Are Made of This)
- 2019: DMX – Party Up
- 2019: Meduza feat. Goodboys – Piece Of Your Heart
- 2019: Tiesto & Mabel – God Is A Dancer
- 2019: Joel Corry – Sorry
- 2020: Roddy Ricch – The Box
- 2020: Kanye West – Power (James Hype & Dots Per Inch VIP Edit)
- 2020: Anne-Marie – Birthday
- 2020: Lost Girl – I Won't Give Up
- 2020: OutCry, Natasha Grano – Tell Me Why
- 2020: Tom Gregory, VIZE – Never Let Me Down
- 2020: SAINt JHN – Roses
- 2020: CJ – Whoopty
- 2020: DJ Solo, Freq & Bluey Robinson – Crazy Love
- 2021: Icona Pop, Sofi Tukker – Spa
- 2021: Imanbek, Goodboys – Goodbye
- 2021: Felix Jaehn – I Got A Feeling
- 2021: The Weeknd – Take My Breath

## Auszeichnungen für Musikverkäufe
| Goldene Schallplatte - Belgien - 2018: für die Single More Than Friends - Dänemark - 2020: für die Single No Drama - Polen - 2024: für die Single Drums - Vereinigte Staaten - 2024: für die Single Ferrari Platin-Schallplatte - Australien - 2023: für die Single Ferrari - Belgien - 2022: für die Single Ferrari - Frankreich - 2024: für die Single Ferrari - Kanada - 2023: für die Single Ferrari - Portugal - 2022: für die Single Ferrari - Spanien - 2024: für die Single Ferrari | 2× Platin-Schallplatte - Dänemark - 2023: für die Single Ferrari - Griechenland - 2023: für die Single Ferrari 4× Platin-Schallplatte - Polen - 2024: für die Single Ferrari 5× Platin-Schallplatte - Italien - 2023: für die Single Ferrari Diamantene Schallplatte - Brasilien - 2024: für die Single Ferrari |

Anmerkung: Auszeichnungen in Ländern aus den Charttabellen bzw. Chartboxen sind in ebendiesen zu finden.
| Land/RegionAuszeichnungen für Musikverkäufe (Land/Region, Auszeichnungen, Verkäufe, Quellen) | Silber     | Gold     | Platin       | Diamant  | Verkäufe  | Quellen             |
| -------------------------------------------------------------------------------------------- | ---------- | -------- | ------------ | -------- | --------- | ------------------- |
| Australien (ARIA)                                                                            | —          | —        | Platin1      | —        | 70.000    | aria.com.au         |
| Belgien (BRMA)                                                                               | —          | Gold1    | Platin1      | —        | 55.000    | ultratop.be         |
| Brasilien (PMB)                                                                              | —          | —        | —            | Diamant1 | 160.000   | pro-musicabr.org.br |
| Dänemark (IFPI)                                                                              | —          | Gold1    | 2× Platin2   | —        | 225.000   | ifpi.dk             |
| Deutschland (BVMI)                                                                           | —          | Gold1    | Platin1      | —        | 600.000   | musikindustrie.de   |
| Frankreich (SNEP)                                                                            | —          | —        | Platin1      | —        | 200.000   | snepmusique.com     |
| Griechenland (IFPI)                                                                          | —          | —        | 2× Platin2   | —        | 40.000    | Einzelnachweise     |
| Italien (FIMI)                                                                               | —          | —        | 5× Platin5   | —        | 500.000   | fimi.it             |
| Kanada (MC)                                                                                  | —          | —        | Platin1      | —        | 80.000    | musiccanada.com     |
| Polen (ZPAV)                                                                                 | —          | Gold1    | 4× Platin4   | —        | 225.000   | olis.pl             |
| Portugal (AFP)                                                                               | —          | —        | Platin1      | —        | 10.000    | Einzelnachweise     |
| Schweiz (IFPI)                                                                               | —          | —        | 2× Platin2   | —        | 40.000    | hitparade.ch        |
| Spanien (Promusicae)                                                                         | —          | —        | Platin1      | —        | 60.000    | elportaldemusica.es |
| Vereinigte Staaten (RIAA)                                                                    | —          | Gold1    | —            | —        | 500.000   | riaa.com            |
| Vereinigtes Königreich (BPI)                                                                 | 2× Silber2 | Gold1    | 2× Platin2   | —        | 2.000.000 | bpi.co.uk           |
| Insgesamt                                                                                    | 2× Silber2 | 6× Gold6 | 24× Platin24 | Diamant1 |           |                     |